# Episodi di Juntos el corazón nunca se equivoca
La prima stagione della serie televisiva Juntos el corazón nunca se equivoca è stata trasmessa in prima TV dal 23 giugno al 26 luglio 2019 su Las Estrellas.
In Italia la serie è inedita.
| Nº | Titolo                 | Prima TV       |
| -- | ---------------------- | -------------- |
| 1  | Cambio de planes       | 23 giugno 2019 |
| 2  | Nuestro secreto        | 24 giugno 2019 |
| 3  | La misión              | 25 giugno 2019 |
| 4  | ¿Qué festejamos?       | 26 giugno 2019 |
| 5  | El día que todo cambió | 27 giugno 2019 |
| 6  | Pide un deseo          | 28 giugno 2019 |
| 7  | La serenata            | 1 luglio 2019  |
| 8  | Amigos y rivales       | 2 luglio 2019  |
| 9  | La amargada            | 3 luglio 2019  |
| 10 | Desaparecido           | 4 luglio 2019  |
| 11 | Suspiro en el tiempo   | 5 luglio 2019  |
| 12 | Estoy contigo          | 8 luglio 2019  |
| 13 | Ser papás              | 9 luglio 2019  |
| 14 | Al descubierto         | 10 luglio 2019 |
| 15 | "La decepción          | 11 luglio 2019 |
| 16 | Sin retorno            | 12 luglio 2019 |
| 17 | La luz del mundo       | 15 luglio 2019 |
| 18 | Otra realidad          | 16 luglio 2019 |
| 19 | De vuelta a casa       | 17 luglio 2019 |
| 20 | La confesión           | 18 luglio 2019 |
| 21 | Verdadero amor         | 19 luglio 2019 |
| 22 | El golpe más doloroso  | 22 luglio 2019 |
| 23 | Abrir los ojos         | 23 luglio 2019 |
| 24 | Amor incondicional     | 24 luglio 2019 |
| 25 | Los ojos del corazón   | 25 luglio 2019 |
| 26 | Sueño de amor          | 26 luglio 2019 |